# Malaucourt-sur-Seille
Malaucourt-sur-Seille település Franciaországban, Moselle megyében. Lakosainak száma 131 fő (2022. január 1.). Malaucourt-sur-Seille Arraye-et-Han, Aulnois-sur-Seille, Fossieux, Jallaucourt, Lemoncourt és Manhoué községekkel határos.

## Népesség
A település népességének változása:
| Lakosok száma | 128  | 98   | 112  | 127  | 140  | 129  | 123  | 127  | 129  | 131  |
|               | 1968 | 1982 | 1990 | 2006 | 2013 | 2015 | 2017 | 2019 | 2020 | 2022 |